# Бацуца Яків Йосипович
Я́ків Йо́сипович Бацу́ца (1854, село Адамівка, Подільська губернія — 1932 чи 1933, там само) — український майстер кераміки. Батько майстрині Олександри Пиріжок.

## Творчість
Працював у рідному селі. Виготовляв іграшки та неполив'яний посуд жовто-гарячого й брунатно-фіолетового кольорів.
Традиційний рослинний декор адамівської кераміки збагатив схематизованими зображеннями людей, тварин і птахів. Геометричний орнамент розміщував на вінцях, денцях і ручках посуду — мисок, глечиків, дзбанків, баньок.
Твори Бацуци експонувалися на всеросійських і зарубіжних виставках.
Твори зберігаються:
- в Музеї етнографії та художнього промислу,
- у Львівському відділенні Інституту мистецтвознавства, фольклору та етнології Національної академії наук України,
- в Музеї етнографії в Санкт-Петербурзі.